# 日本とモーリシャスの関係
日本とモーリシャスの関係（英語: Japan–Mauritius relations、フランス語: Relations entre le Japon et Maurice）では、日本とモーリシャスの関係について概説する。

## 両国の比較
|             | モーリシャス                               | 日本                           | 両国の差                      |
| ----------- | ------------------------------------------ | ------------------------------ | ----------------------------- |
| 人口        | 126万人（2019年）                          | 1億2711万人（2015年）          | 日本はモーリシャスの約100.9倍 |
| 国土面積    | 2040 km²                                   | 37万7972 km²                   | 日本はモーリシャスの約185.3倍 |
| 首都        | ポートルイス                               | 東京都                         |                               |
| 最大都市    | ポートルイス                               | 東京都区部                     |                               |
| 政体        | 共和制                                     | （民主制） 議院内閣制          |                               |
| 公用語      | 英語 フランス語 モーリシャス・クレオール語 | 日本語（事実上）               |                               |
| 国教        | なし                                       | なし                           |                               |
| GDP（名目） | 140億4843万米ドル（2019年）                | 5兆819億6954万米ドル（2019年） | 日本はモーリシャスの約361.7倍 |

## 歴史

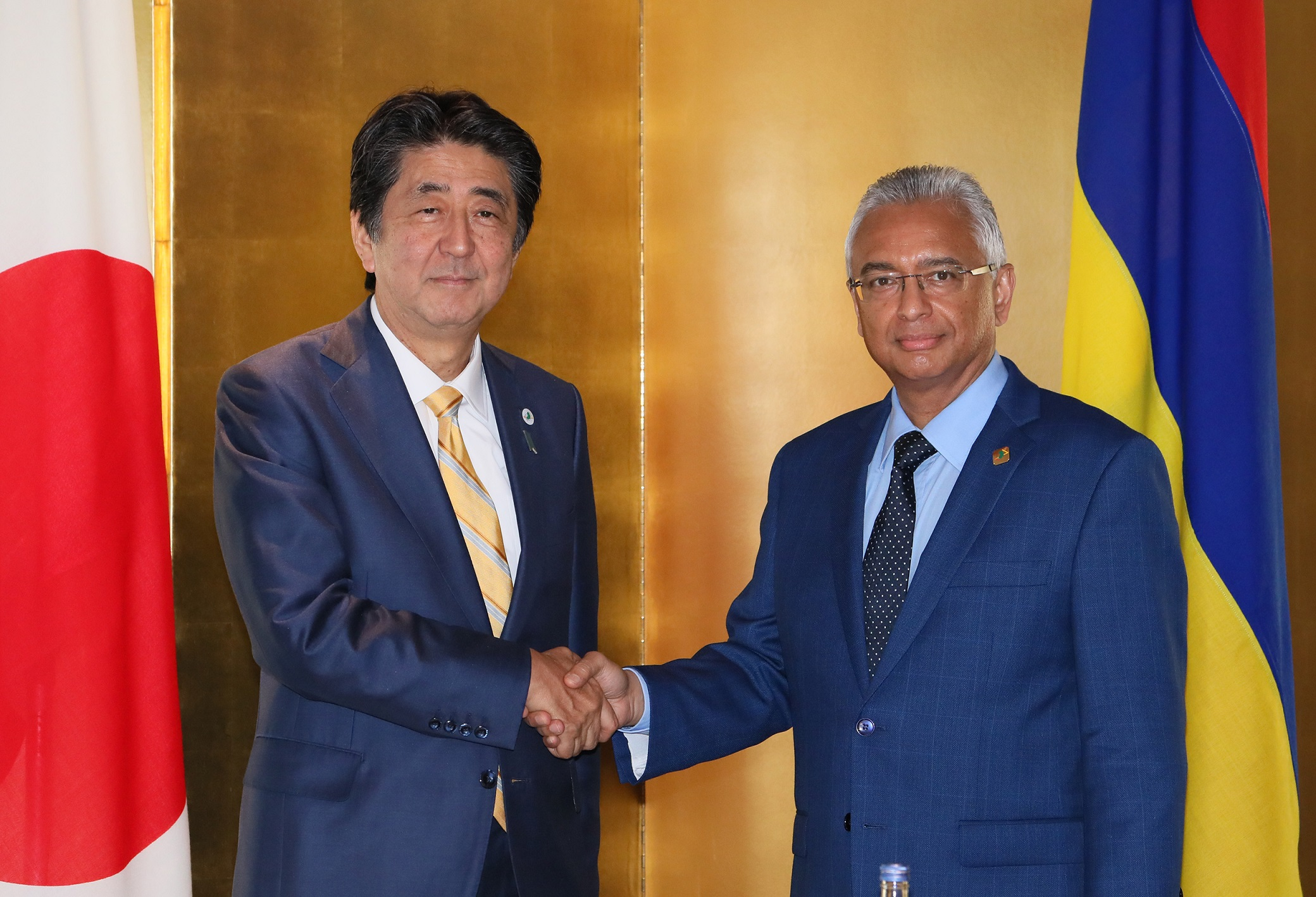
日・モーリシャス首脳会談（2019年）

日本はモーリシャスを独立（1968年3月12日）と同時に承認。2017年には在モーリシャス日本国大使館実館が首都ポートルイスに開設された。要人の往来は2000年代以降活発になっており、2019年にはプラビンド・ジュグノート首相が訪日している。一方で駐日モーリシャス大使館の機能は在オーストラリアモーリシャス高等弁務官事務所が兼ねている。

## 経済貿易関係

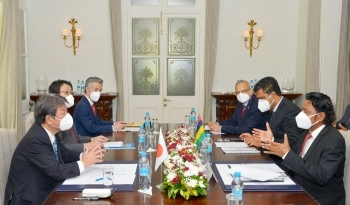
日・モーリシャス外相会談（2020年）

モーリシャスはアフリカにおいて数少ない、民主主義を確立・維持している国家である。また2019年の一人当たり名目GDPは1万1,099ドルとアフリカでは最も高い部類で、首都ポートルイスは金融センターとして優れたビジネス環境を有している。これら特徴を活かし、モーリシャスはアフリカの投資拠点になる事を目指している。日本は、今後のアフリカ投資のインド洋における中継地としての潜在性をモーリシャスに見込んでおり、在モーリシャス大使館の開設は、まさにそのための関係強化の一環であった 。貿易関係は、対日輸出額が9.99億円に対し対日輸入額は153.8億円と、日本は大きく輸出超過、モーリシャスは大きく輸入超過となっている。対日輸出の主要品目は魚介類（マグロ）や衣類、対日輸入の主要品目は自動車、魚介類、自動車関連機器、建設用機械である。モーリシャスにとって日本は、フランス、オーストラリアに次ぐ第三位の援助国である。経済発展に伴って経済や科学技術における協力も活発になっており、2005年には日・モーリシャス技術協力協定が二国間で結ばれた。

## 環境防災関係

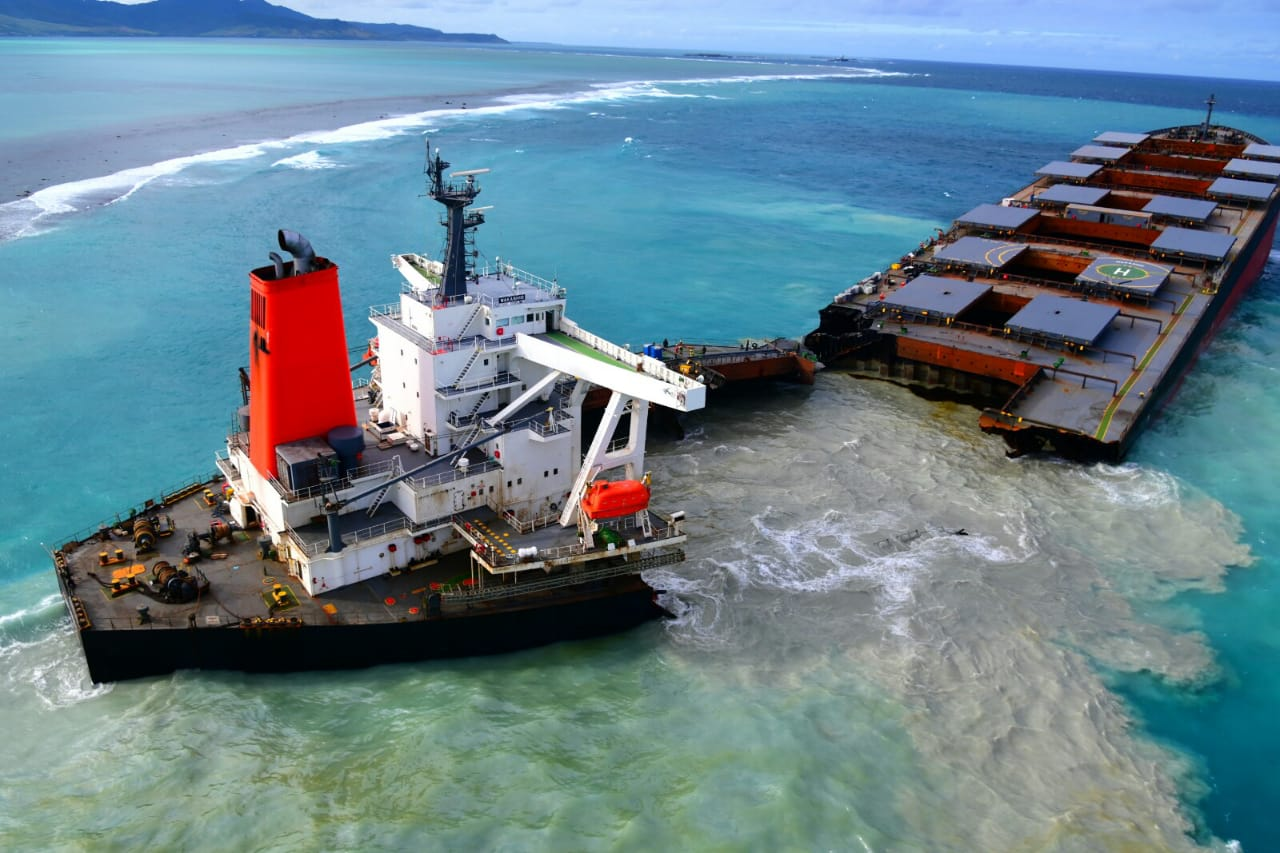
わかしお座礁石油流出事故

環境面では気候変動対策・防災分野での協力がかねてよりあったが、2020年には長鋪汽船の子会社が所有し商船三井が傭船するばら積み貨物船わかしおが、モーリシャス南東沖の珊瑚礁に座礁、大量の石油流出が巻き起こった。流出した重油はモーリシャスの豊かな生態系を破壊し、経済や食料安全保障、健康にも深刻な影響を及ぼすことが懸念されることから、プラビンド・ジュグノート首相が8月6日に環境緊急事態宣言を発出して、。フランスや日本といった交流のある主要国に支援を求めた。その後、商船三井はモーリシャス支援に10億円を拠出したほか、運輸安全委員会は現地に調査隊を派遣した。

## 外交使節

### 駐モーリシャス日本大使
2017年の大使館開設まで、モーリシャス大使は在マダガスカル大使と兼轄であった。現在では、特命全権大使が常駐している。

### 駐日モーリシャス大使
- ビジェイ・クーマル・ジョイポール（キャンベラ常駐、1993～2008年、信任状捧呈は11月18日[18]）
- マリー・フランス・ルセッティー（キャンベラ常駐、2008～2013年、信任状捧呈は4月30日[19]）
- マリー・フランス・リズィアンヌ・ミレラ・ショーヴァン（キャンベラ常駐、2013～2019年、信任状捧呈は7月17日[20]）
- クリステル・ソハン（ドイツ語版）（キャンベラ常駐、2019～2023年、信任状捧呈は9月4日[21]）
- マリー・クレア・ジャン・モンティ（キャンベラ常駐、2023年～、信任状捧呈は9月14日[22]）